# Indywidualne Mistrzostwa Szwecji na Żużlu 1949
Indywidualne Mistrzostwa Szwecji na Żużlu 1949 – cykl turniejów żużlowych, mających wyłonić najlepszych żużlowców szwedzkich. Tytuł wywalczył Olle Nygren z Vargarna Norrköping.

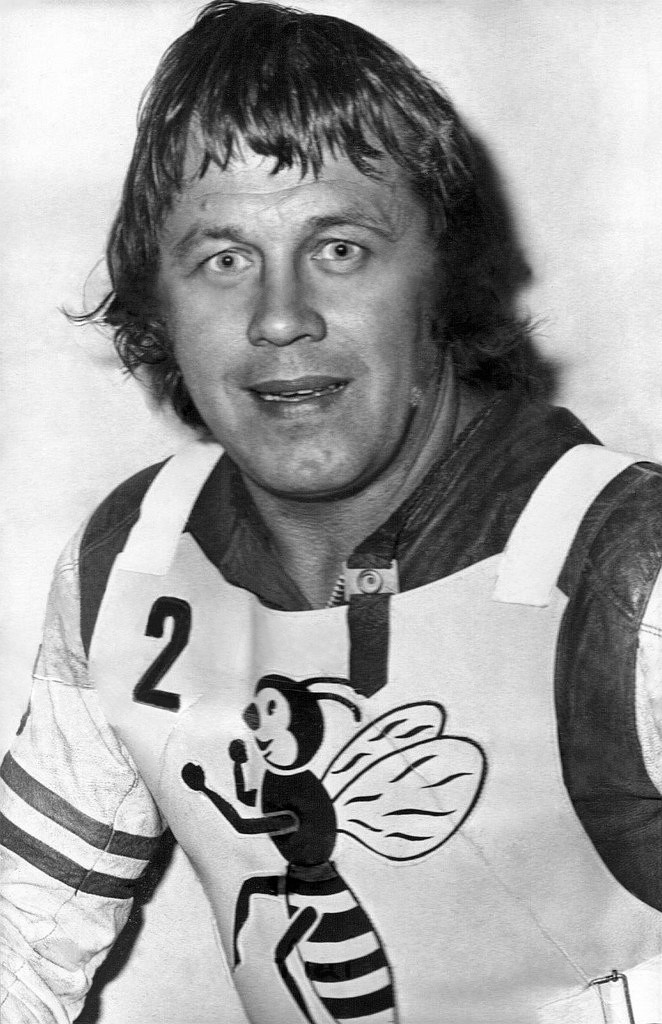
Olle Nygren – mistrz Szwecji 1949

## Finał
- Sztokholm, 21 października 1949

| Msc. | Zawodnik          | Klub                 | Pkt   |             |  |
| ---- | ----------------- | -------------------- | ----- | ----------- |  |
| 1    | Olle Nygren       | Vargarna Norrköping  | 15    | (3,3,3,3,3) |  |
| 2    | Sune Karlsson     | Getingarna Sztokholm | 13    | (3,3,1,3,3) |  |
| 3    | Einar Lindqvist   | Vargarna Norrköping  | 12 +3 | (2,3,3,2,2) |  |
| 4    | Fritz Löfqvist    | Getingarna Sztokholm | 12 +2 | (2,3,3,3,1) |  |
| 5    | Stig Pramberg     | Vargarna Norrköping  | 11    | (3,1,3,2,2) |  |
| 6    | Eskil Carlsson    | SMK Sztokholm        | 10    | (3,2,3,2,0) |  |
| 7    | Linus Eriksson    | Filbyterna Linköping | 8     | (1,2,1,1,3) |  |
| 8    | Gunnar Hellqvist  | Griparna Nyköping    | 8     | (0,2,2,1,3) |  |
| 9    | Helge Brinkeback  | Vargarna Norrköping  | 7     | (1,1,1,2,2) |  |
| 10   | Börje Haag        | SMK Sztokholm        | 7     | (2,0,2,1,2) |  |
| 11   | Evert Fransson    | Indianerna Kumla     | 5     | (2,0,2,0,1) |  |
| 12   | Joel Jansson      | Griparna Nyköping    | 4     | (0,2,0,1,1) |  |
| 13   | Lennart Carlström | Vargarna Norrköping  | 3     | (1,1,0,1,0) |  |
| 14   | Ragnar Friberg    | GEMA                 | 2     | (1,0,0,0,1) |  |
| 15   | Gösta Kugelberg   | Filbyterna Linköping | 2     | (0,1,1,0,0) |  |
| 16   | Lennart Lundell   | Griparna Nyköping    | 0     | (0,0,0,0,0) |  |